# Little Midland

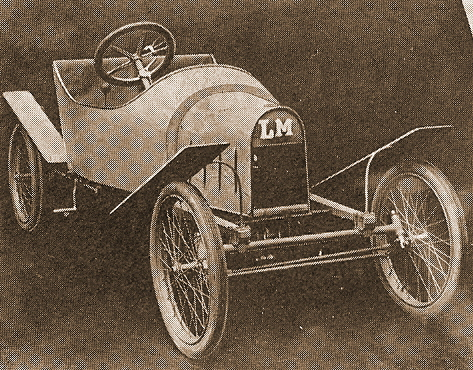
LM 7 hp (1911)

Die Little Midland Light Car Company war ein britischer Automobil-Hersteller in Preston (Lancashire). Diese Firma stellte von 1905 bis 1922 Kleinwagen und Cyclecar unter dem Namen LM her.
Bereits 1905 gab es ein 7½-hp-Modell mit Einzylindermotor, von dem allerdings keine weiteren Daten bekannt sind.
1911 entstand ein Wagen mit luftgekühltem V2-Motor, der einen Hubraum von 964 cm³ hatte und eine Leistung von 7 bhp (5,1 kW) entwickelte. Der Radstand des 3124 mm langen Roadsters betrug 2362 mm, seine Spurweite 990 mm. Das Fahrzeuggewicht lag bei 203 kg.
1914 bekam der LM eine Wasserkühlung. Die Leistung stieg auf 8 bhp (5,9 kW) und das Fahrzeuggewicht wurde mit 292 kg angegeben. In dieser Form wurde er bis 1916 gebaut.
Nach dem Ersten Weltkrieg erschien 1918 mit dem gleichen Motor ein etwas kürzeres und breiteres Fahrzeug. Sein Radstand lag bei 2210 mm, seine Spurweite bei 1054 mm. Dieses letzte LM-Modell wurde bis 1922 hergestellt.

## Modelle
| Modell | Bauzeitraum | Zylinder | Hubraum | Radstand | Gewicht |
| ------ | ----------- | -------- | ------- | -------- | ------- |
| 7½ hp  | 1905–       | 1        |         |          |         |
| 7 hp   | 1911–1913   | 2 V      | 964 cm³ | 2362 mm  | 203 kg  |
| 8 hp   | 1914–1916   | 2 V      | 964 cm³ | 2362 mm  | 292 kg  |
| 8 hp   | 1918–1922   | 2 V      | 964 cm³ | 2210 mm  |         |